# Bazman
 Ovo je glavno značenje pojma Bazman. Za druga značenja pogledajte Bazman (razdvojba).
Bazman (perz. بزمان) je vulkanska planina na jugoistoku Irana, u pokrajini Sistan i Beludžistan. Dijelom je Srednjoiranskog gorja odnosno tektonski aktivne vulkanske regije u kojoj se nalaze i Kale-je Hasan-Ali, Kuh-e Nader i Taftan. Bazman ima stožastu strukturu s dobro očuvanim kraterom promjera 500 m, a nadmorska visina najvišeg vrha iznosi 3490 m.

## Zemljopis
Masiv Bazmana približnog je promjera od 30 km i uz glavni vrh uključuje nekoliko satelitskih koji su smješteni po NE−SW dijagonali. Omeđen je ravnicama depresija Dašt-e Luta na sjeveru i sjeverozapadu odnosno Hamun-e Džaz-Murijan na jugoistoku, te padinama odvojaka Srednjoiranskog gorja na jugozapadu odnosno Istočnoiranskog gorja na istoku. Nadmorska visina okolice kreće se između 1100 i 1200 m što mu daje relativnu visinu od maksimalno 2400 m. Klimatski uvjeti okolice klasificiraju se kao vrući pustinjski (BWh), relativna vlažnost zraka vrlo je niska, kao i broj oblačnih dana odnosno količina padalina koja se kreće ispod 100 mm godišnje. Mraz je rijetkost, a snijeg se povremeno javlja tijekom zime ili ranog proljeća. Kroz potonje godišnje doba pojavljuju se i potoci koje se može podijeliti prema dva unutrašnja slijeva − Dašt-e Lutu na sjeveru i Hamun-e Džaz-Murijanu na jugu.
Tlo je prilično slano zbog prisutnosti dijapira, a vegetacija je stepskog tipa i sastoji se od niskog kserofitskog grmlja koje igra veliku ulogu u površinskoj stabilnosti tla odnosno sprječavanju erozije. Zbog surovih uvjeta šira okolica slabo je naseljena i uglavnom se svodi na manje ruralne zajednice čije se gospodarstvo temelji na stočarstvu odnosno uzgoju ovaca, koza i goveda. Najveće obližnje naselje jest istoimeni gradić Bazman koji je smješten približno 30 km prema jugoistoku. S obzirom na to da je Bazman atraktivan za planinarenje, u lokalnom gospodarstvu sudjeluje i turizam. Planinarski domovi Gunistan, Madegi, Gavantar, Džahuk, Talaru, Bur-Kuh, Muki, Ali-han Keštan i Kar-Kidar smješteni su prema istoku odnosno uz državnu cestu 93 koja povezuje gradiće Narmašir i Bampur. Prvi Europljanin koji se 1893. godine popeo na vrh Bazmana bio je britanski diplomat Percy M. Sykes.

## Geologija
Bazman je geomorfološki dijelom Srednjoiranskog gorja, a geološki predstavlja jugoistočni krak pojasa vulkanskih stijena koji se proteže do Sahanda u Azarbajdžanu na sjeverozapadu Irana. Navedeni subdukcijski pojas rezultat je sudara euroazijske i arapske litosferne ploče koji se odigrava od oligocena, a sam masiv Bazmana oblikovan je kroz pliocen i pleistocen. Na križištu srednjeg i istočnog gorja nalazi se vulkanska regija koja uz Bazman obuhvaća i Kale-je Hasan-Ali, Kuh-e Nader, te Taftan.
Stratovulkan se sastoji od različitih magmatskih slojeva koji uključuju bazalt, andezit, dacit, te rastresite ili masivne piroklastične stijene. Podno Bazmana pronađena su ležišta zlata, bakra halkopirita, galenita, jarosita, pirita, feldspata, ortoklasa, kvarca i sfalerita. Vulkanska erupcija Bazmana nije zabilježena tisućama godina, a danas prolazi fumarolsku fazu.

## Poveznice
- Zemljopis Irana
- Popis iranskih vulkana